# Municipio de Harrison (condado de Delaware)
El municipio de Harrison (en inglés: Harrison Township) es un municipio ubicado en el condado de Delaware en el estado estadounidense de Indiana. En el año 2010 tenía una población de 3377 habitantes y una densidad poblacional de 30,74 personas por km².

## Geografía
El municipio de Harrison se encuentra ubicado en las coordenadas 40°15′55″N 85°30′20″O / 40.26528, -85.50556. Según la Oficina del Censo de los Estados Unidos, el municipio tiene una superficie total de 109.86 km², de la cual 109.54 km² corresponden a tierra firme y (0.29%) 0.32 km² es agua.

## Demografía
Según el censo de 2010, había 3377 personas residiendo en el municipio de Harrison. La densidad de población era de 30,74 hab./km². De los 3377 habitantes, el municipio de Harrison estaba compuesto por el 96.95% blancos, el 0.53% eran afroamericanos, el 0.06% eran amerindios, el 0.68% eran asiáticos, el 0.03% eran isleños del Pacífico, el 0.68% eran de otras razas y el 1.07% pertenecían a dos o más razas. Del total de la población el 1.33% eran hispanos o latinos de cualquier raza.